# 황금용자 골드런

《황금용자 골드런》(黄金勇者ゴルドラン 오곤유샤 고루도란[*])은 일본 나고야 TV 방송 및 TV아사히 계열에서 1995년 2월 4일부터 1996년 1월 27일까지 방영되었던 선라이즈 제작의 SF 로봇 애니메이션 및 그에 등장하는 주인공 로봇의 명칭이다. 1990년대의 로봇 애니메이션 시리즈인 용자 시리즈의 6번째 작품이자 다카마츠 용자 시리즈 3부작 중 마지막 작품이다.
대한민국에서는 한국어 더빙판으로 1998년 8월 5일부터 1999년 1월 14일까지 KBS 2TV에서 《황금로봇 골드런》이라는 제목으로 방영되었다.

## 스토리
초등학교 6학년생 타쿠야, 카즈키, 다이(팽이, 솔개, 바우)로 이루어진 말썽쟁이 삼총사는 어느날 신기한 보석 파워스톤을 손에 넣게 된다. 그 안에는 “용자”라 불리는 로봇 드란(킹스톤)이 잠들어 있었고, 동시에 그 돌이 황금향 라젠드라에 가기 위한 열쇠가 된다고 한다.
그러나 우르잭 공화제국의 왕자 월터(울프)가 노리는 것 또한 파워스톤.
잠에서 깬 황금용자 골드런과 함께 전 세계에 퍼진 여덟 개의 파워스톤을 찾아 라젠드라로 떠나는 모험이 시작되었다!

## 한국어/일본어판 성우진 및 주제가

### 목소리 출연
KBS (한국어 더빙판)
- 이규화 - 그레이트 골드런, 킹스톤
- 김정애 - 팽이, 미란다,  티티
- 최수민 - 솔개, 샬랄라, 선생님, 모나
- 한인숙 - 바우, 유파
- 강수진 - 울프 우르잭, 로테
- 이근욱 - 카넬
- 유해무 - 스카이 호크, 캡틴 샤크, 스타 실버, 파트라 우르잭 황제
- 성완경 - 제트 실버, 실버리온, 갓 실버리온 (슈퍼 실버리온), 시리어스, 까마귀
- 서광재 - 드릴 실버, 화이어 실버
- 이재용 - 어드벤저, 레온 카이저
- 김은아 - 피핀, 메텔 , 나나
- 이선 - 조단, 보니 , 바트

일본(원작)
- 미나미 오미 - 하라시마 타쿠야
- 모리타 지아키 - 토키무라 카즈키
- 오카노 고스케 - 스가무라 다이
- 모리카와 토시유키 - 월터 왈자크(전반부 악역), 이터 이잭(후반부 우주해적/캡틴샤크 주인)
- 사다오카 사유리 - 시리어스 왈자크
- 아사미 준코 - 샤란라 시스루, 미카와 미치루
- 차후린 - 어드벤져, 카넬 샹그로스
- 토마 유미 - 레이디카 드 레젠드라
- 사사오카 시게조 - 트레져 왈자크
- 나리타 겐 - 드란, 골드란, 스카이골드란, 그레이트골드란
- 반도 나오키 - 제트실버, 스타실버, 드릴실버, 파이어실버, 실버리온, 갓실버리온
- 마키시마 나오키 - 소라카게
- 오키아유 료타로 - 레온, 레온카이저
- 야마노이 진 - 캡틴샤크

### 주제가
- 한국어판 주제가

오프닝
《황금로봇 골드런》
작사 : 소찬휘, 작곡 : 이승희, 노래 : 소찬휘
엔딩
《Road to 라젠드라》
작사 : 소찬휘, 작곡 : 이승희, 노래 : 소찬휘
- 일본어판 주제가

오프닝
《ぼくらの冒險》
노래 : A-mi
엔딩
《気楽にいこう!》
노래 : 무라타 카즈미

### 스탭(한국어판)
- 녹음 : 박용규
- 그래픽 : 김동원, 이미경
- 편집 : 심영보, 문원용, 송제혁
- 번역 : 허상희
- 연출 : 김웅종
- 한국어 제작 : KBS 미디어

## 방영 목록
| 회차       | 주제                         |
| ---------- | ---------------------------- |
| 1화        | 전설의 영웅 탄생             |
| 2화        | 전설의 피라미드              |
| 3화        | 반짝별섬의 얼음동굴          |
| 4화        | 밀림 대 소동                 |
| 5화        | 위험한 질주                  |
| 6화        | 울프는 샬랄라가 무서워!      |
| 7화        | 스타몬드! 넌 내꺼야!         |
| 8화        | 신나는 해적학교              |
| 9화        | 날아라! 꼬마 드래곤          |
| 10화       | 나의 선생님 닥터Q            |
| 11화       | 빙하 추적 작전               |
| 12화       | 유치원에 간 울프             |
| 13화       | 여섯번째 파워스톤은 어디에   |
| 14화       | 합체! 스카이 골드런          |
| 15화       | 샬랄라 결혼 대작전           |
| 16화       | 무도회 챔피언                |
| 17화       | 사차원 세계의 대통령         |
| 18화       | 전설의 새 피닉스             |
| 19화       | 우리들의 삐둘어진 영웅       |
| 20화       | 반지도둑은 누구              |
| 21화       | 합체! 슈퍼 실버리온          |
| 22화       | 무인도 생존작전              |
| 23화       | 우정을 건 역전슛             |
| 24화       | 야옹마마를 잡아라            |
| 25화       | 라젠드라 영웅을 조사하라     |
| 26화       | 비상! 다크 골드런의 출현     |
| 27화       | 여덟번째 영웅 레온 카이저    |
| 28화       | 외로운 혈투                  |
| 29화       | 모여라!! 8인의 영웅들        |
| 30화       | 새로운 합체! 그레이트 골드런 |
| 31화       | 초록별 판타지온              |
| 32화       | 킹스톤이 아빠라구?           |
| 33화       | 태양은 풍뎅이 벌레           |
| 34화       | 우주해적 캡틴 샤크           |
| 35화       | 울트라 고구마는 무서워       |
| 36화       | 안녕! 친구들                 |
| 37화       | 가수가 된 삼총사             |
| 38화       | 우주바이러스 소탕작전        |
| 39화       | 아이들이 사는 나라           |
| 40화       | 꿈꾸는 혹성 미란다이즈       |
| 41화       | 하늘에서 내려온 영웅         |
| 42화       | 라젠드라 영웅들 최대의 위기  |
| 43화       | 라젠드라의 문                |
| 44화       | 대결 시리우스 대 울프        |
| 45화       | 우르잭 황제의 음모           |
| 46화       | 진정한 라젠드라의 힘         |
| 최종회(47) | 새로운 출발                  |

## 같이 보기
- 용자 시리즈